# Delegacja do Kongresu USA stanu Georgia

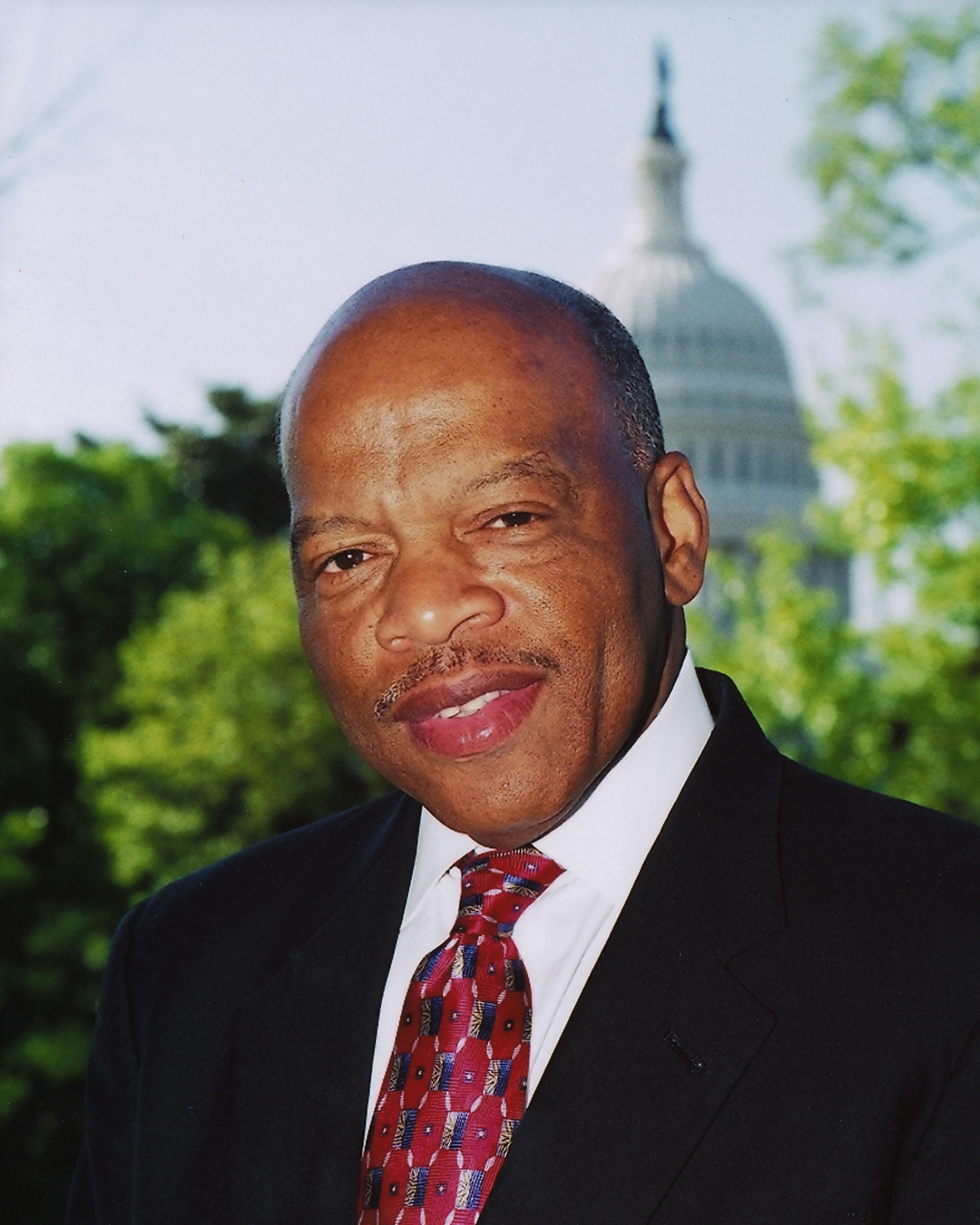
Reprezentant John Lewis jest najstarszym stażem kongresmenem ze stanu (od 1987)

Delegacja do Kongresu Stanów Zjednoczonych stanu Georgia liczy piętnastu kongresmenów (dwóch senatorów oraz trzynastu reprezentantów). Georgia została przyjęta jako czwarty stan do Unii, a więc stanowa reprezentacja zasiada od 1. Kongresu (1789).
Czynne prawo wyborcze przysługuje tym Amerykanom, którym przysługuje prawo głosu w wyborach do stanowej Izby Reprezentantów (Georgia House of Representatives).

## 110. Kongres (2007-2009)
W wyborach 7 listopada 2006 wybierano jedynie reprezentantów, choć tylko Hank Johnson został wybrany po raz pierwszy (demokrata, zastąpił miejsce Cynthii McKinney, również z Partii Demokratycznej). Co ciekawe, czterej reprezentanci od 2007 reprezentują inne okręgi wyborcze.
W trakcie trwania kadencji – 13 lutego 2007 – zmarł republikanin Charlie Norwood. 19 czerwca odbyła się pierwsza tura wyborów uzupełniających, jednak żaden z kandydatów nie otrzymał powyżej 50% głosów. Do drugiej tury przeszło dwóch republikanów; decydujące głosowanie odbyło się 17 lipca, a wygrał je Paul Broun (drugi w pierwszej turze).
W następnych wyborach 4 listopada 2008 mieszkańcy wybierali trzynastu reprezentantów oraz senatora drugiej klasy.
| Senat | Senat           | Senat  | Senat           |
| Klasa | Senator         | Partia | Urzęduje od     |
| ----- | --------------- | ------ | --------------- |
| 2     | Saxby Chambliss | R      | 3 stycznia 2003 |
| 3     | Johnny Isakson  | R      | 3 stycznia 2005 |

| Izba Reprezentantów | Izba Reprezentantów | Izba Reprezentantów | Izba Reprezentantów |
| Okręg               | Reprezentant        | Partia              | Urzęduje od         |
| ------------------- | ------------------- | ------------------- | ------------------- |
| 1                   | Jack Kingston       | R                   | 3 stycznia 1993     |
| 2                   | Sanford Bishop      | D                   | 3 stycznia 1993     |
| 3                   | Lynn Westmoreland   | R                   | 3 stycznia 2005     |
| 4                   | Hank Johnson        | D                   | 4 stycznia 2007     |
| 5                   | John Lewis          | D                   | 6 stycznia 1987     |
| 6                   | Tom Price           | R                   | 3 stycznia 2005     |
| 7                   | John Linder         | R                   | 3 stycznia 1993     |
| 8                   | Jim Marshall        | D                   | 7 stycznia 2003     |
| 9                   | Nathan Deal         | R                   | 3 stycznia 1993     |
| 10                  | Paul Broun          | R                   | 25 lipca 2007       |
| 11                  | Phil Gingrey        | R                   | 7 stycznia 2003     |
| 12                  | John Barrow         | D                   | 3 stycznia 2005     |
| 13                  | David Scott         | D                   | 7 stycznia 2003     |

## Liczba kongresmenów
Zgodnie z Konstytucją stan Georgia otrzymał osiem miejsce w Izbie (plus dwa w Senacie). Kolejne spisy powszechne przekładały się na rosnącą liczbę reprezentantów by po 1830 osiągnąć liczbę 9 członków Izby. Jednak już dziesięć lat później odebrano stanowi jedno miejsce w Izbie. W trakcie 37., 38. i 39. Georgia nie była reprezentowana w Kongresie USA, a w Kongresie CSA (Skonfederowanych Stanów Ameryki). Kiedy po wojnie secesyjnej Georgia została przyłączona do Unii, stan otrzymał 6 miejsc w 40. Kongresie (1867-69), jednak już w kolejnym otrzymał jedno miejsce więcej; a po spisie z 1870 liczbę dziewięciu reprezentantów. Obecnie (od 2003) Georgia jest reprezentowana przez aż 15 kongresmenów (w tym 2 senatorów).
| XVIII wiek: - 1789-1793 – 3 - 1793-1803 – 2 XIX wiek: - 1803-1813 – 4 - 1813-1823 – 6 - 1823-1833 – 7 | - 1833-1843 – 9 - 1843-1861 – 8 - 1861-1867 – 0 - 1867-1869 – 6 - 1869-1873 – 7 - 1873-1883 – 9 - 1883-1893 – 10 | - 1893-1913 – 11 XX wiek: - 1913-1933 – 12 - 1933-1993 – 10 - 1993-2003 – 11 - od 2003 – 13 | Okręgi wyborcze: - 1789-1793 – jednomandatowe - 1793-1827 – całostanowe - 1827-1829 – jednomandatowe - 1829-1845 – całostanowe - od 1845 – jednomandatowe |